# Cappella della Madonna delle Grazie (Tirli)
La cappella della Madonna delle Grazie era un edificio religioso situato a Tirli, frazione del comune di Castiglione della Pescaia.
Il piccolo edificio religioso fu costruito alla fine del Seicento, grazie ad una donazione di un benefattore locale, il cui intento era quello di avere un luogo di culto nel piccolo centro storico, in posizione più centrale rispetto alla decentrata chiesa di Sant'Andrea Apostolo e all'attiguo convento di Sant'Agostino. La cappella svolse le sue funzioni fino all'Ottocento, epoca in cui fu decisa la sua definitiva soppressione, a cui ne seguì la demolizione.
Della cappella della Madonna delle Grazie sono state perse completamente le tracce, essendo stata interamente demolita; al suo posto venne costruito un fabbricato abitativo. Tuttavia, è stato possibile identificare la sua esatta ubicazione, in Piazza del Popolo, nel cuore del centro storico della frazione collinare, grazie ad alcuni documenti storici. Inoltre, è stato possibile anche stabilire che la piccola chiesa si presentava ad aula unica, a pianta rettangolare, con l'interno decorato in uno stile di transizione tra il barocco e il rococò.